# سلوى عبد الله
سلوى عبد الله (مواليد 1953) هي طبيبة وسياسية سورية، شغلت منصب وزيرة الشؤون الاجتماعية والعمل في حكومة حسين عرنوس الأولى من 30 أغسطس 2020 حتى 10 أغسطس 2021.